# 乌兰再格森镇
乌兰再格森镇，是中华人民共和国新疆维吾尔自治区巴音郭楞蒙古自治州博湖县下辖的一个乡镇级行政单位。
原为乌兰再格森乡，2024年撤乡设镇。

## 行政区划
乌兰再格森镇下辖以下地区：
乌兰再格森村、乌图阿热勒村和席子木呼村。